# We Are Young Money
We Are Young Money – kompilacja amerykańskiej wytwórni Young Money Entertainment wydana w kooperacji z Cash Money Records 21 grudnia 2009 roku.
Album zadebiutował na 9. miejscu amerykańskiej listy sprzedaży Billboard 200 z wynikiem 142 000 egzemplarzy. W wyniku sprzedaży ponad miliona sztuk w Stanach Zjednoczonych, uzyskał certyfikat platynowej płyty.

## Lista utworów
Lista według Discogs:
| Nr  | Tytuł utworu | Producent                     | Długość |
| --- | --- | ----------------------------- | ------- |
| 1.  | „Gooder” (Jae Millz, Gudda Gudda, Mack Maine & Lil Wayne)                                                                       | Cool & Dre                    | 4:24    |
| 2.  | „Every Girl” (Lil Wayne, Drake, Jae Millz, Gudda Gudda & Mack Maine)                                                            | Tha Bizness                   | 5:11    |
| 3.  | „Ms. Parker” (Lil Wayne, Mack Maine & Gudda Gudda)                                                                              | Tha Bizness                   | 5:17    |
| 4.  | „Wife Beater” (Jae Millz, Tyga, T-Streets, Mack Maine & Lil Wayne)                                                              | Kane Beatz                    | 4:41    |
| 5.  | „New Shit” (Gudda Gudda, Jae Millz, Mack Maine & Lil Wayne)                                                                     | B. Carr, Chase N. Cashe       | 3:29    |
| 6.  | „Pass the Dutch” (Lil Wayne, Gudda Gudda & Drake gośc. Short Dawg)                                                              | B. Carr, Chase N. Cashe       | 5:04    |
| 7.  | „Play in My Band” (Shanell & Lil Wayne)                                                                                         | Willy Will                    | 4:06    |
| 8.  | „Fuck da Bullshit” (Nicki Minaj, Gudda Gudda, Lil Wayne & Drake gośc. Birdman)                                                  | B. Carr, Chase N. Cashe       | 3:05    |
| 9.  | „BedRock” (Lil Wayne, Gudda Gudda, Nicki Minaj, Drake, Tyga & Jae Millz gośc. Lloyd)                                            | Kane Beatz                    | 4:46    |
| 10. | „Girl, I Got You” (Lil Twist & Lil Chuckee)                                                                                     | DJ Mecca, Mr. Pyro            | 3:19    |
| 11. | „Steady Mobbin'” (Lil Wayne gośc. Gucci Mane)                                                                                   | Kane Beatz                    | 5:08    |
| 12. | „Roger That” (Lil Wayne, Tyga & Nicki Minaj)                                                                                    | Phenom                        | 3:27    |
| 13. | „She Is Gone” (T-Streets, Jae Millz, Lil Wayne & Gudda Gudda)                                                                   | Kane Beatz                    | 3:48    |
| 14. | „Streets Is Watchin'” (Lil Wayne, Gudda Gudda, Jae Millz, Nicki Minaj & T-Streets)                                              | David Banner                  | 3:41    |
| 15. | „Finale” (T-Streets, Gudda Gudda, Jae Millz, Tyga, Lil Chuckee, Lil Twist, Nicki Minaj, Shanell, Mack Maine, Drake & Lil Wayne) | Infamous Angel "Onhel" Aponte | 5:20    |
|     | |                               | 1:04:46 |